# Dipteropeltis mayumbensis
Dipteropeltis mayumbensis är en vindeväxtart som beskrevs av Peter Good. Dipteropeltis mayumbensis ingår i släktet Dipteropeltis och familjen vindeväxter. Inga underarter finns listade i Catalogue of Life.